# Korica Miklós
Korica Miklós névvariáns: Koricza Miklós (Magyarkanizsa, 1949. május 6. – Szabadka, 2013. május 10.) vajdasági szerb-magyar származású színész, rendező.

## Életpályája
Magyarkanizsán született, 1949. május 6-án. Édesapja szerb, édesanyja magyar származású. Általános iskolásként Pinokkió szerepét játszotta el. Középiskolásként a magyarkanizsai színigazgató Koncz István fedezte fel, és Óbecsén, a Középiskolások Művészeti Vetélkedőjén első díjas lett, majd a Népszínház ösztöndíjasaként tanulhatott tovább. Színészi diplomáját Várkonyi Zoltán és Marton László növendékeként a Színház- és Filmművészeti Főiskolán kapta meg. Itt a főiskolán, harmadévesen házasságot kötött  osztálytársával Jónás Gabriellával. Feleségével együtt a szabadkai Népszínházhoz szerződtek, és itt játszottak 1993-ig. 1976-tól 1987-ig az Újvidéki Művészeti Akadémián színészmesterséget tanított. A kilencvenes évek elején – az országban kialakult háborús helyzet miatt – egy évadot Kassai Thália Színházban töltöttek. 2000 és 2002 között az egri Gárdonyi Géza Színház tagjai voltak. Majd visszatértek Szabadkára. Dolgozott a szabadkai Népkörben, Újvidéken, Gyulán, és Kisvárdán is. Utoljára a Georges Feydeau: Bolha a fülbe előadásán lépett színpadra, Doktor Finache szerepében. 2013. május 10-én hunyt el. Szülővárosában a katolikus temetőben helyezték örök nyugalomra.

## Fontosabb színházi szerepei
- William Shakespeare: Rómeó és Júlia... Rómeó;
- William Shakespeare: Rómeó és Júlia... Montague, két egymással vetélkedő család egyikének feje (Kassai Thália Színház)
- William Shakespeare: A vihar... Stephano
- William Shakespeare: III. Richárd... IV. Edwárd király; Henrik, Richmond grófja, később VII. Henrik király
- William Shakespeare: Othello.... Első nemes
- Carlo Goldoni: Mirandolina... Ripafratta lovag
- Carlo Goldoni: Tengerparti csetepaté... Titta Nane, halászlegény
- Friedrich Dürrenmatt: Angyal szállt le Babilonba... Nebukadnecár
- Bertolt Brecht: A kaukázusi krétakör... Arkadi Cseidze
- Ödön von Horváth: Mesél a bécsi erdő... Alfréd (Újvidéki Színház)
- Gobby Fehér Gyula: A Budaiak szabadsága... Károly (Gyulai Várszínház)
- Miroslav Krleža: Út a paradicsomba... Orlando
- Miroslav Krleža: Galícia... Doktor Gregor főhadnagy
- Marin Držić – Đelo Jusić: Dundo Maroje... Popiva
- Ranko Marinković: Glória... Don Zane
- Oldřich Daněk: Negyven gazfickó és egy maszületett bárány... Ordas
- Danilo Kis: Siratófal avagy fogadó a Duos Desperados-hoz... Barba Umberto
- Alekszandr Vasziljevics Szuhovo-Kobilin: Tarelkin halála... Antyioh Jelpigyiforovics Óh (Kerületi Rendőrkapitány)
- Szophoklész: Antigoné... Kreón
- Szophoklész: Elektra... Mester, Orestes Oktatója
- Ion Luca Caragiale: Megtorlás... Ion, a fegyenc
- Peter Hacks: Amphitryon... Mercurius
- Bernard Slade: Jövőre, veled, ugyanitt... George
- Marcel Achard: A világ legszebb szerelme... Jules Grècy, teremőr; Gaspard Ferrèol
- Bornemisza Péter: Tragoedia magyar nyelven, az Sophocles Electrájából... Mester, Orestes oktatója
- Remenyik Zsigmond: Blöse úrék mindenkinek tartoznak... Rudi
- Csiky Gergely: Kaviár... Beregi Oszkár
- Csáth Géza: A varázsló... dr. Szerenádi Szerafin
- Molnár Ferenc: Az ördög... Az ördög
- Bródy Sándor: A tanítónő... Ifj. Nagy István
- Sütő András: Egy lócsiszár virágvasárnapja... Kolhass Mihály; Müller Ferenc
- Sütő András: Csillag a máglyán... De la Court
- Örkény István: Tóték... Őrnagy
- Gárdonyi Géza A lámpás... Lovassy
- Németh László: Győzelem... Héthársi Rudolf
- Békeffi István: A régi nyár... Báró Jankovich János
- Lakatos Menyhért – Fátyol Tivadar: Átok és szerelem... Baba
- Kós Károly: Budai Nagy Antal... Pál hadnagy
- Arthur Miller: Az ügynök halála... Biff
- Dale Wassermann – Ken Kesey: Kakukkfészek... Martini
- Lev Nyikolajevics Tolsztoj: Anna Karenina... Scserbackij herceg
- Mikszáth Kálmán: Szent Péter esernyője... Szlávik
- Danilo Kiš: Siratófal... szereplő
- E. T. A. Hoffmann: Diótörő... Mezei egér ((szürke))
- Georges Feydeau: Bolha a fülbe... Doktor Finache
- Varga Zoltán: Tanítvány... Dávid
- Bosnyák István: Nehéz honfoglalás... Kun Béla
- Barácius Zoltán: Szombat és vasárnap... Ervin
- Kopeczky László: Vigyázz, ha jön a nagybőgő... Túsz
- Mihail Sebastian: Sziget... Igazgató
- Howard Barker: Kastély... Stucley
- Robert Thomas: Gyilkostársak... Cézár

## Filmek, tv
- Hattyú (1974)
- Állványokon (1977)
- Panonski vrh (Pannon csúcs) (1980)
- Határ (1990)
- La surface de réparation (2002)
- Arccal a földnek (2002)

## Rendezéseiből
- Jean-Paul Sartre: Zárt tárgyalás (Kassa, Thália Színház)
- Bernard Slade: Jövőre, veled, ugyanitt (Újvidéki Színház; Kassa, Thália Színház)

## Díjai, elismerései
- Legjobb férfi főszereplő (Vajdasági Színházak Találkozója, három alkalommal)